# FC Politehnica Timișoara
FC Politehnica Timișoara was een Roemeense voetbalclub uit Timișoara, in het westen van het land.

## Geschiedenis
Op 11 november 1920 werd de Polytechnische universiteit van Timișoara opgericht. Wiskundeprofessor Traian Lalescu werd de eerste rector en stichtte in 1921 de sportclub van de universiteit Societatea sportiva Politehnica. Na Chinezul was het team de tweede van de stad. In de beginjaren was de club vrij succesvol en leverde tussen 1924 en 1927 zelfs enkele spelers voor het nationaal elftal. In de jaren dertig geraakt de club in financiële problemen en speelde op regionaal niveau. In 1936 was de club medeoprichter van de Divizia C (derde klasse). In 1940 promoveerde de club die intussen Politechnica Timișoara heette naar de tweede klasse. Na de Tweede Wereldoorlog werd de club vicekampioen in 1947 en kampioen in 1948 waardoor de club voor het eerst naar de hoogste klasse promoveerde. De hoogdagen van Chinezul en Ripensia waren voorbij en Politehnica was nu de tweede club na CFR Timișoara. Voor het seizoen 1948/49 nam de club de naam CSU Timișoara aan en kon een degradatie net vermijden. Het volgende seizoen werd de naam Știința Timișoara aangenomen. De club werd dat seizoen derde met één punt voorsprong op Locomotiva Timișoara, het vroegere CFR. Het volgende seizoen werd een ontnuchtering toen de club laatste werd. Știința werd wel meteen kampioen in de tweede klasse en kon zich nu vestigen in de hoogste klasse. In 1956 werd de club opnieuw derde en Locomotiva degradeerde dat jaar waardoor de club nu echt de beste van de stad was. 1957/58 werd een van de beste seizoenen in de geschiedenis van de club. Samen met Petrolul Ploiești en CCA Boekarest had de club op het einde van het seizoen 27 punten, maar omdat Petrolul meer gewonnen wedstrijden had won deze club de titel. Troostprijs dat jaar was een 1-0-overwinning in de bekerfinale tegen Progresul Boekarest. Het volgende seizoen degradeerde de club opnieuw onverwachts, maar kon ook nu na één seizoen terugkeren. Na twee seizoenen werd opnieuw een derde plaats bereikt, maar net zoals bij de vorige keren werd dit door een degradatie gevolgd. Știința promoveerde meteen terug en na één seizoen hoogste klasse nam de club opnieuw de naam Politehnica aan en degradeerde opnieuw in 1967.
Dit keer kon de club niet meteen terugkeren en eindigde in de subtop. In 1971 werd de club vicekampioen achter Crișul Oradea. Twee seizoenen later kon de club eindelijk de titel halen. Na twee middenmootplaatsen werd de club vijfde in 1975/76. Twee jaar later werd de club opnieuw derde en plaatste zich zo voor de UEFA Cup, waar het in de tweede ronde werd uitgeschakeld door Honvéd Boedapest. Dit keer degradeerde de club niet en in 1980 won de club voor de tweede keer de bekerfinale, dit keer van Steaua Boekarest. In de Europacup versloeg de club het Schotse Celtic FC, maar werd dan voetje gelicht door het Engelse West Ham United. Het volgende seizoen speelde de club opnieuw de bekerfinale, maar verloor deze van kampioen Universitatea Craiova en mocht daarom opnieuw Europees spelen. Hoewel de club twee jaar op rij Europees speelde ging het in de competitie bergaf en in 1982/83 degradeerde de club andermaal. De volgende jaren werd de club een liftploeg tussen eerste en tweede klasse. Pas in 1989/90 deed de club het nog eens goed in de eerste klasse met een vijfde plaats. Politehnica plaatste zich voor de UEFA Cup en schakelde daar zowaar Atlético Madrid uit, maar werd dan in de tweede ronde vernederd door Sporting Lissabon (7-0). Het volgende seizoen werd de club zesde en daarna vijfde waardoor het zich voor de laatste maal voor de UEFA Cup plaatste. Twee seizoenen later, in 1994, degradeerde de club opnieuw. De club keerde direct terug en werd zevende, gevolgd door een nieuwe degradatie. In 1997 nam de Italiaan Claudio Zambon de club over die de club opnieuw groot wilde maken. Dit viel echter tegen en de club werd slechts vijftiende in de tweede klasse maar behield haar klasse door de licentie van Dacia Pitești te kopen. Na onenigheden met de stad besloot Zambon de club in 2001 te verhuizen naar Boekarest waar het in het Stadionul Comprest GIM speelde. In 2002 degradeerde de club en won in 2004 de Divizia C. Na een nieuwe degradatie in 2007 speelde de club nog maar op het vierde niveau.

### Nieuwe club en strijd om naam en historie
In Timișoara kwam in 2001 een andere club die onder de oude vlag wilde spelen.
Die club ontstond als Fulgerul Bragadiru uit Bragadiru en was naar Boekarest getrokken en ging spelen als AEK Fulgerul Bragadiru (of kortweg AEK Boekarest). In 1999 ging de club een alliantie aan met Rocar Boekarest nadat Rocar haar licentie op het hoogste niveau wilde verkopen aan Fulgerul Bragadiru. Dit werd echter verboden door de Roemeense voetbalbond. Gezamenlijk speelde de club als Rocar Fulgerul Bragadiru maar degradeerde na één seizoen.
In 2001 besliste voorzitter Anton Dobos om naar Timișoara te verhuizen nadat het oude Politehnica juist naar Boekarest was getrokken. Rocar Fulgerul Bragadiru was net weer naar de hoogste klasse gepromoveerd maar door het grote aantal clubs uit de hoofdstad leek het beter te verhuizen, zo richtte hij Politechnica AEK Timișoara op (AEK omdat hij zelf ooit speler was bij AEK Athene). De fans van het oude Poli aanvaardden de nieuwe club en Rocar Boekarest ging zelfstandig weer verder. In 2004 veranderde de naam in FCU Politehnica. Onder dwang moest de club in 2008 de naam FC Timișoara aannemen. Voormalig Politehnica eigenaar Claudio Zambon claimde de rechten op de club te hebben en dus kon de club geen aanspraak maken op de geschiedenis van de oude club. In februari 2011 oordeelde de rechtbank dat FC Timișoara de naam en historie van de oude club mocht overnemen. Zambon trok zich hierna terug bij de Boekarestse club en nadat die club in maart 2011 tweemaal verstek gaf bij een wedstrijd werd ze door de Roemeense voetbalbond uit de competitie genomen en hield kort daarna op te bestaan.

### Verplichte degradatie, teloorgang en opvolging
In 2011 behaalde FC Timișoara een tweede plaats in de Liga 1 en veranderde direct na het seizoen, omdat de bond een naamswijziging tijdens het seizoen niet toestond, in de oude naam. Maar vlak daarna werd de club wegens financiële problemen naar de Liga 2 teruggezet en mocht niet deelnemen aan de UEFA Champions League. De club ging in beroep en vroeg geen licentie voor de Liga 2 aan. Op 18 juli oordeelde het CAS in het nadeel van Timișoara en de bond verleende zonder aanvraag toch toegang tot deelname aan de Liga 2. Vanwege financiële fair-playregels van de Roemeense bond mag de club de komende drie jaar niet promoveren. In 2012 won de club serie 2 van de Liga 2 maar mocht niet promoveren. Op 30 augustus trok de Roemeense bond de licentie in vanwege financiële problemen en op 3 september 2012 werd de club failliet verklaard.
Hierop werd in september het net naar de Liga 2 gepromoveerde ACS Recaș naar Timișoara verhuisd en ging als ACS Poli Timişoara spelen. Deze in 1917 opgerichte club uit Recaș, eenmalig winnaar van de Liga III in 2012, nam de identiteit van Politehnica aan en hield zelf op te bestaan. De fans van het oude Politehnica richtten echter het universiteitsteam ASU Politehnica Timișoara op dat ook door de supporters bestuurd wordt. ACS Poli Timișoara kreeg in december 2012 de rechten op de uitingen en historie van de oude club toegewezen en wilde de oude naam vanaf het seizoen 2013/14 gaan voeren. Echter waren er complicaties vanuit het faillissement van de oude club waardoor dit geen doorgang vond. ASU Politehnica Timișoara promoveerde in 2015 naar de Liga III en wist direct promotie af te dwingen naar Liga II. In 2018 degradeerde ACS Poli Timișoara waardoor in het seizoen 2018/19 ACS Poli Timișoara en ASU Politehnica Timișoara op hetzelfde niveau spelen.

## Namen
| Jaar        | Naam                                  |
| ----------- | ------------------------------------- |
| 2002 - 2004 | FC Politehnica AEK Timișoara          |
| 2004 - 2007 | FCU Politehnica Timișoara             |
| 2007 - 2008 | FC Politehnica 1921 Știința Timișoara |
| 2008 - 2011 | FC Timișoara                          |
| 2011 - 2012 | FC Politehnica Timișoara              |

## Erelijst
| 14 |

| 8 |

| 6 |

| 8 |

| 7 |

| 6 |

| 2 |

Beker van Roemenië
Winnaar: 1958, 1980
Finalist: 1981, 1983, 2007, 2009

## In Europa
FC Politehnica Timișoara speelt sinds 1958 in diverse Europese competities. Hieronder staan de competities en in welke seizoenen de club deelnam:
- Champions League (1x)

2009/10
- Europa League (2x)

2009/10, 2010/11
- Europacup II (2x)

1980/81, 1981/82
- UEFA Cup (4x)

1978/79, 1990/91, 1992/93, 2008/09
- Donau Cup (1x)

1958

## Bekende (ex-)spelers
- Paul Codrea
- Răzvan Cociș
- Cosmin Contra
- Gabriel Torje
- Winston Parks
- Jonathan McKain
- Alin Stoica
- Viorel Moldovan
- Ovidiu Petre
- Mugur Gușatu
- Costel Pantilimon

## Bekende trainers
- Cosmin Olăroiu
- Gheorghe Hagi
- Ioan Sabău
- Cosmin Contra